# MTV Germany
MTV Germany is de Duitse versie van videoclipzender MTV. Zoals in Nederland worden ook in Duitsland veel niet aan muziek gerelateerde programma's uitgezonden. De Duitse versie is overal in Europa free-to-air via de satelliet te ontvangen.

## Geschiedenis
De Duitse versie van MTV werd in 1997 onder de naam "MTV Central" geïntroduceerd. In 1999 nam MTV Germany de frequentie van het toenmalig Duitse Nickelodeon over en deze is sindsdien in heel Europa free-to-air via de satelliet te ontvangen.